# Université de Leeds
L'université de Leeds (University of Leeds) est un établissement d'enseignement supérieur britannique situé à Leeds, dans la région anglaise de Yorkshire-et-Humber. Elle est en 10e position du classement de la ligue des universités britanniques de 2018, publiée par le journal Sunday Times. L'université fait partie des universités Red Brick et c'est l'un des membres fondateurs du prestigieux Russell Group, comprenant les principales universités à forte intensité de recherche au Royaume-Uni.
Au niveau mondial, l'université est régulièrement classée dans le top 100 mondial et dans le top 30 en Europe.
La Leeds University Business School détient la « triple couronne » des accréditations de l'Association to Advance Collegiate Schools of Business, l'Association des MBA et l'European Quality Improvement System, ce qui la place dans le top 1 % des écoles de commerce mondiales.

## Histoire

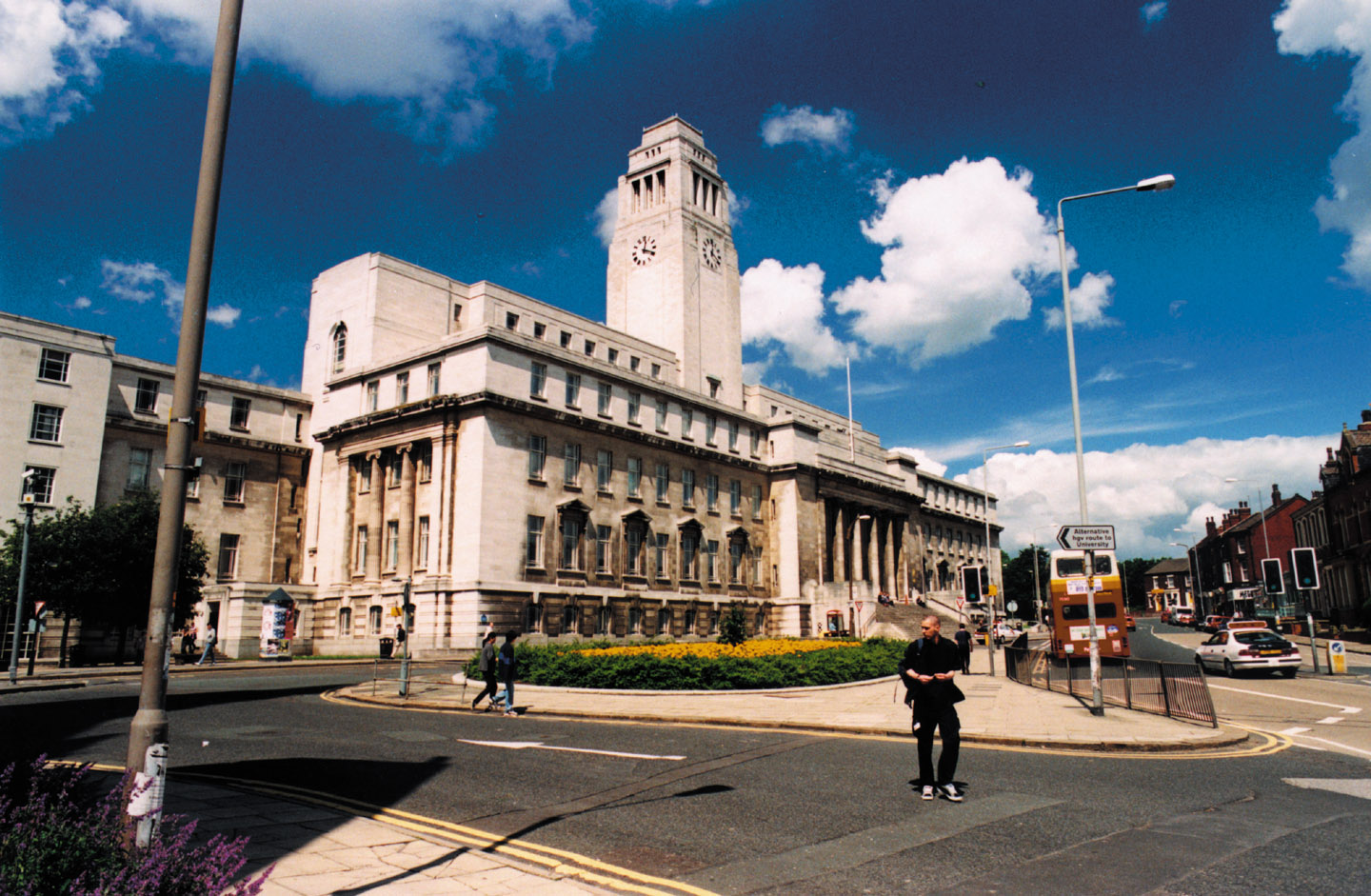
Parkinson Building.

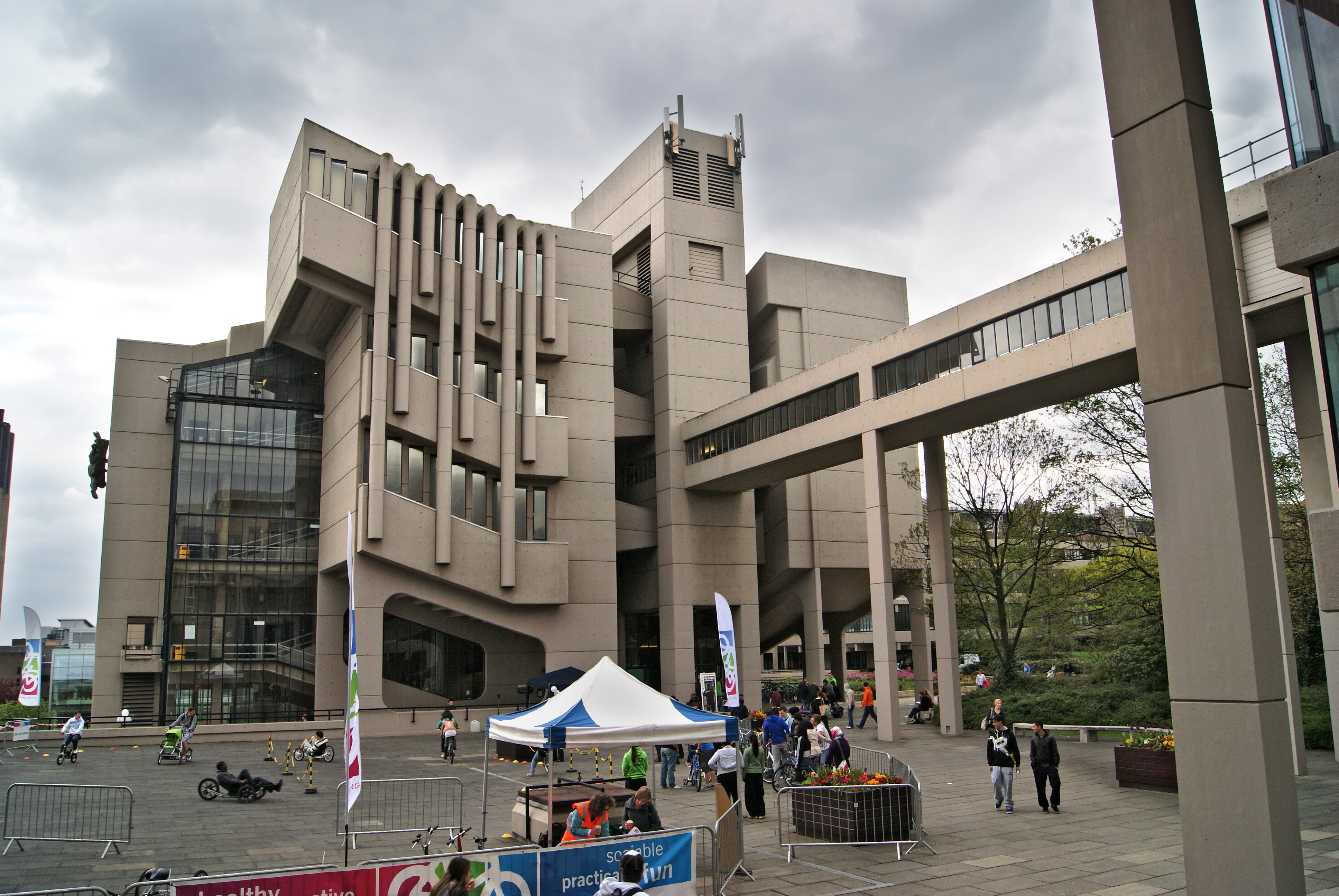
Roger Stevens Building.

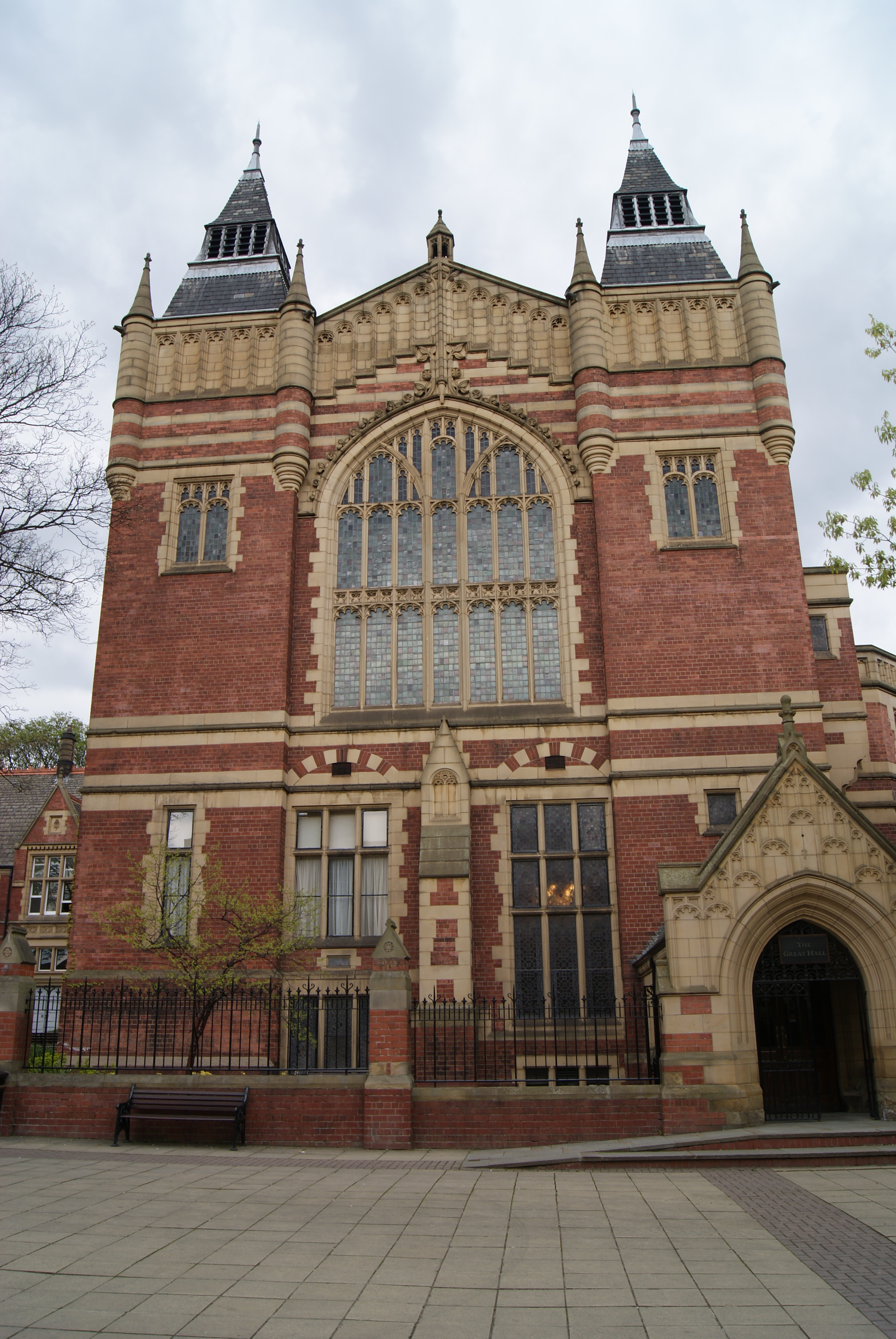
Great Hall.

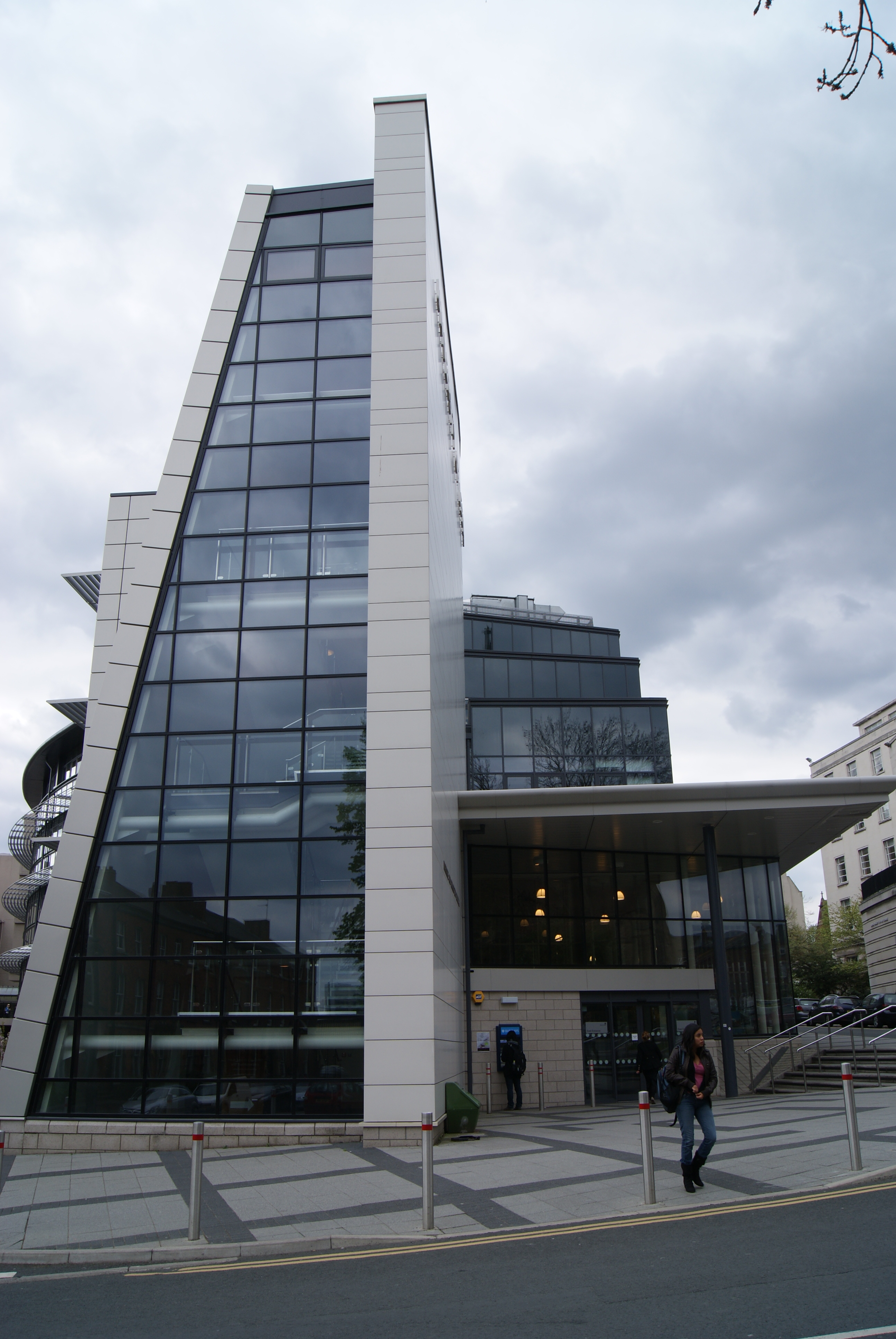
Marjorie and Arnold Ziff Building.

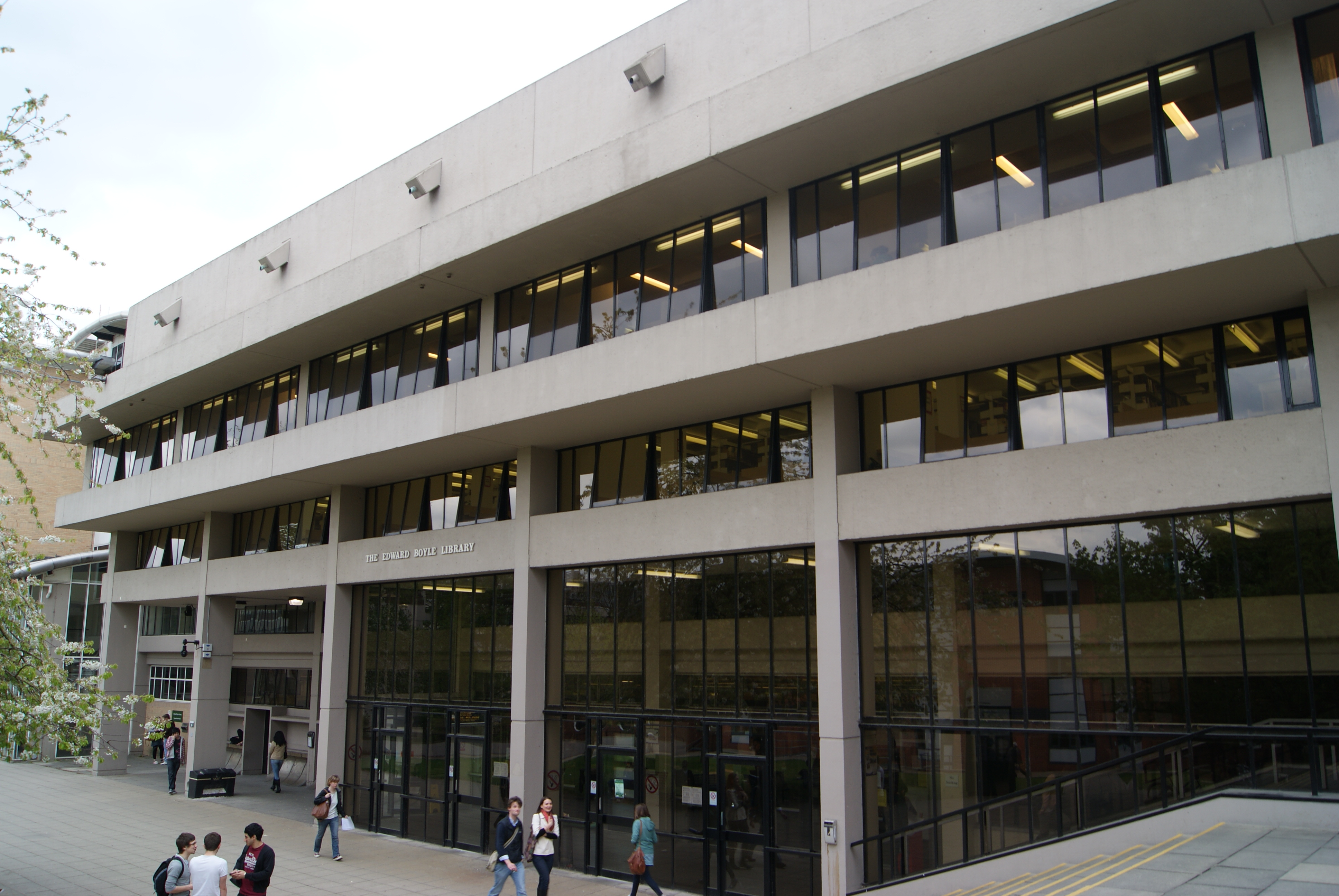
Edward Boyle Library (bibliothèque).

En 1831, l’École de Médecine de Leeds regroupa les cinq institutions médicales de la ville. Puis, compte tenu du développement considérable des filatures dans le West Riding of Yorkshire et du besoin d'ingénieurs qualifiés, la chambre de commerce fonda en 1874 le Yorkshire College of Science, destiné à recruter parmi les enfants de la classe moyenne, manufacturiers et commerçants : l’appui de l'industrie locale fut décisif. Encore aujourd’hui, l'université rend hommage à ses origines : il y a sur le campus le parc de Clothworkers’ Court.
Le College of Science prit exemple sur l’Owens College de l'université de Manchester (1851) en ouvrant ses portes (contrairement aux universités de Cambridge et d'Oxford) à toutes les confessions religieuses (mais non aux femmes) : protestants non-anglicans, catholiques et juifs. On y enseignait les mathématiques, la physique expérimentale, la géologie et la prospection minière, la chimie et la biologie. Grâce à ses machines, elle s’imposa en quelques années comme un centre  de réputation internationale pour les constructions mécaniques. Quelques années plus tard, comme l’institution s’ouvrait aux humanités et à la littérature moderne, elle prit simplement le nom de Yorkshire College. En 1884, elle absorba l’École de Médecine de Leeds puis s’affilia le 3 novembre 1887 à l’université Victoria de Manchester (fondée en 1880), déjà présente à Manchester et Liverpool. À cette époque, la collation des diplômes relevait encore exclusivement de l'Université de Londres : il faudra attendre 1904 pour que, sur un décret du roi Édouard VII, l'université de Leeds puisse décerner ses propres diplômes.

## Actualités
L'université de Leeds est actuellement une université de campus, et des milliers d'étudiants logent dans les halles.

### Liste des halles
- Bodington Hall
- Carr Mills
- Charles Morris Hall
- Clarence Dock
- Devonshire Hall
- Ellerslie Hall
- Henry Price Building
- Grayson Heights
- James Baillie Park
- Leodis Residences
- Lupton Residences
- Lyddon Hall
- Montague Burton Residences
- North Hill Court
- Oxley Residences
- Sentinel Towers
- Shimmin
- St Marks Residences
- Tetley Hall

## Facultés et départements
L'université est divisée en 8 facultés:
- Art
- Commerce
- Sciences biologiques
- Éducation, sciences sociales et droit
- Ingénierie
- Environnement
- Mathématique et sciences physiques
- Médécine et Santé

## Personnalités liées à l'université

### Étudiants
Parmi les anciens élèves célèbres de l'université de Leeds figurent entre autres: 
- Nambaryn Enkhbayar, président de Mongolie
- Clare Short, femme politique
- Jack Straw, homme politique
- ʻAna Taufeʻulungaki, ministre de l'Éducation des Tonga
- Emma Sinclair, femme d'affaires, entrepreneure et journaliste
- Paul Dacre, éditeur du Daily Mail
- Peter Morgan, scénariste
- Richard Quest, journaliste de CNN
- Corinne Bailey Rae, chanteuse
- Julian Beever, artiste peintre et prodige de l'anamorphose
- Jonathan Clements, écrivain
- Jeremy Dyson, acteur du Club des Gentlemen
- Tony Harrison, poète
- Storm Jameson, écrivaine
- Mark Knopfler, musicien
- Simon Rix, bassiste des Kaiser Chiefs
- Wole Soyinka, écrivain nigérian, récipiendaire du Prix Nobel de littérature 1986
- Leslie Cheung, chanteur et acteur de Hong Kong
- Ngugi wa Thiong'o, écrivain kényan
- Virgil Craig Jordan, scientifique américain
- Rose Mbowa, femme de lettres et féministe ougandaise
- George Porter, chimiste, récipiendaire du Prix Nobel de chimie 1967
- Piers Sellers, spationaute
- Daniel Byles, rameur
- Richard Profit, explorateur
- Harold Shipman, docteur et tueur en série
- Cec Thompson, rugbyman
- Alice Larkin, climatologue
- Chris Pine, acteur américain
- Matthew Lewis, acteur britannique
- Alexander Skarsgård, acteur suédois
- Emma Mackey, actrice franco-britannique
- Catherine McDermott, designer britannique.
- Humayra Abedin, médecin bangladaise
- Anna Jacobs, romancière anglaise